# Iakob Kadzhaia
Iakob Kadzhaia –en georgiano: იაკობ ქაჯაია– (Tskaltubo, 28 de septiembre de 1993) es un deportista georgiano que compite en lucha grecorromana.
Participó en dos Juegos Olímpicos de Verano, obteniendo una medalla de plata en Tokio 2020, en la categoría de 130 kg, y el séptimo lugar en Río de Janeiro 2016, en la misma categoría. En los Juegos Europeos de Minsk 2019 obtuvo una medalla de plata en la categoría de 130 kg.
Ganó dos medallas de bronce en el Campeonato Mundial de Lucha, en los años 2019 y 2021, y cuatro medallas en el Campeonato Europeo de Lucha entre los años 2018 y 2023.

## Palmarés internacional
| Juegos Olímpicos   | Juegos Olímpicos       | Juegos Olímpicos  | Juegos Olímpicos |
| Año                | Lugar                  | Medalla           | Categoría        |
| ------------------ | ---------------------- | ----------------- | ---------------- |
| 2020               | Tokio (Japón)          | Medalla de plata  | 130 kg           |
| Campeonato Mundial |                        |                   |                  |
| Año                | Lugar                  | Medalla           | Categoría        |
| 2019               | Nursultán (Kazajistán) | Medalla de bronce | 130 kg           |
| 2021               | Oslo (Noruega)         | Medalla de bronce | 130 kg           |
| Juegos Europeos    |                        |                   |                  |
| Año                | Lugar                  | Medalla           | Categoría        |
| 2019               | Minsk (Bielorrusia)    | Medalla de plata  | 130 kg           |
| Campeonato Europeo |                        |                   |                  |
| Año                | Lugar                  | Medalla           | Categoría        |
| 2018               | Kaspisk (Rusia)        | Medalla de bronce | 130 kg           |
| 2019               | Bucarest (Rumania)     | Medalla de plata  | 130 kg           |
| 2021               | Varsovia (Polonia)     | Medalla de plata  | 130 kg           |
| 2023               | Zagreb (Croacia)       | Medalla de bronce | 130 kg           |